# Moha (Horvátország)
Moha (horvátul: Mohovo) falu Horvátországban Vukovár-Szerém megyében. Közigazgatásilag Újlakhoz tartozik.

## Fekvése
Vukovártól 20 km-re délkeletre, községközpontjától 12 km-re nyugatra, a Nyugat-Szerémségben, a Duna jobb partján, Valkóapáti és Atya között fekszik.

## Története
A település első írásos említését az 1332 és 1335 között kelt pápai tizedjegyzékben találjuk „Moha”, „Moho”, „Noho” névváltozatokban. Ez azt jelenti, hogy a településnek ekkor már temploma és plébániája volt. 1443-ban „Monoh” néven Újlaki Miklós erdélyi vajda oklevelében találjuk, melyet Kórógyi János volt országbíró egyik valkómegyei birtokának ügyében tett vizsgálatról írt. 1472-ben „Mono” néven Országh Mihály nádornak egy panaszügyben írt jelentésében szerepel. 1491-ben „Mona” alakban említik II. Ulászló királynak Lendvai Bánfy Miklóst és Jakabot a hűtlen Újlaki Lőrinc birtokaiba beiktató oklevelében. A 15. században köznemesi birtok volt. A település 1526-ban került török kézre és csak 1691-ben szabadult fel végleg.
A török uralom alóli felszabadulást követően a kihalt településre a Szerémség más részeiről és a Bácskából pravoszláv szerbek települtek be. A pravoszláv parókiát 1733-ban említik először, ettől a dátumtól vezetik halotti anyakönyvét is. Ebben az évben 30 családfőt számláltak a településen, mely 1736-tól a vukovári uradalom részeként az Eltz család birtoka lett. Ekkor az uradalom legkisebb faluja volt 23 háztartással, mintegy 130 lakossal.
Az első katonai felmérés térképén „Mohovo” néven található. Lipszky János 1808-ban Budán kiadott repertóriumában „Mohovo” néven szerepel. Nagy Lajos 1829-ben kiadott művében „Mohovo” néven 61 házzal, 2 katolikus és 346 ortodox vallású lakossal találjuk.
A településnek 1857-ben 489, 1910-ben 481 lakosa volt. Szerém vármegye Újlaki járásához tartozott. Az 1910-es népszámlálás adatai szerint lakosságának 91%-a szerb, 2%-a magyar, 1-1%-a horvát és német anyanyelvű volt. A település az első világháború után az új szerb-horvát-szlovén állam, majd később (1929-ben) Jugoszlávia része lett. 1941 és 1945 a Független Horvát Államhoz tartozott, majd a szocialista Jugoszlávia fennhatósága alá került. 1991-től a független Horvátország része. 1991-ben lakosságának 63%-a horvát, 33%-a szerb, 1%-a roma nemzetiségű volt.
A délszláv háború idején a szerbek több háborús bűncselekményt követtek el a helyi horvátok ellen. Az agresszió során, még felderítetlen körülmények között öt horvát civilt öltek meg a falu közelében. A Matijević család (apa, anya és kiskorú fia, Franjo) holttesteit egy sírban találták meg. Testükkel együtt találták meg egy 73 éves marinaci polgár, Martin Pankivić maradványait, aki 1991 október elején tűnt el, valamint egy másik, még nem azonosított személy holttestét. A helyi temetőben emlékművet állítottak a meghalt polgári személyek és a háború összes áldozata emlékére. A falunak 2011-ben 239 lakosa volt.

## Népessége
| Lakosság változása | Lakosság változása | Lakosság változása | Lakosság változása | Lakosság változása | Lakosság változása | Lakosság változása | Lakosság változása | Lakosság változása | Lakosság változása | Lakosság változása | Lakosság változása | Lakosság változása | Lakosság változása | Lakosság változása | Lakosság változása |
| ------------------ | ------------------ | ------------------ | ------------------ | ------------------ | ------------------ | ------------------ | ------------------ | ------------------ | ------------------ | ------------------ | ------------------ | ------------------ | ------------------ | ------------------ | ------------------ |
| 1857               | 1869               | 1880               | 1890               | 1900               | 1910               | 1921               | 1931               | 1948               | 1953               | 1961               | 1971               | 1981               | 1991               | 2001               | 2011               |
| 489                | 505                | 378                | 406                | 485                | 481                | 479                | 449                | 360                | 178                | 465                | 465                | 386                | 344                | 303                | 239                |

#### 1991 Népszámlálás
| Moha/Mohovo |
| --- |
| 1991 |
| · total: 344 Horvátok 218 (63,37%) Szerbek 115 (33,43%) Cigányok 4 (1,16%) Jugoszlávok 1 (0,29%) Magyarok 1 (0,29%) nondeclared 5 (1,45%) |

#### 1910 Népszámlálás
| Moha/Мохово/Mohovo | Moha/Мохово/Mohovo                                                                                         |
| --- | --- |
| Nyelv | Vallás |
| · total: 481 Szerb 439 (91,26%) Magyar 10 (2,07%) Horvát 4 (0,83%) Német 3 (0,62%) Cseh 1 (0,20%) Szlovák 1 (0,20%) others 23 (4,78%) | · total: 481 Pravoszláv 462 (96,04%) Római katol. 15 (3,11%) Kálvinizmus 3 (0,62%) Keleti katol. 1 (0,20%) |

## Gazdaság
A helyi gazdaság alapja ma hagyományosan a mezőgazdaság és az állattartás.

## Nevezetességei

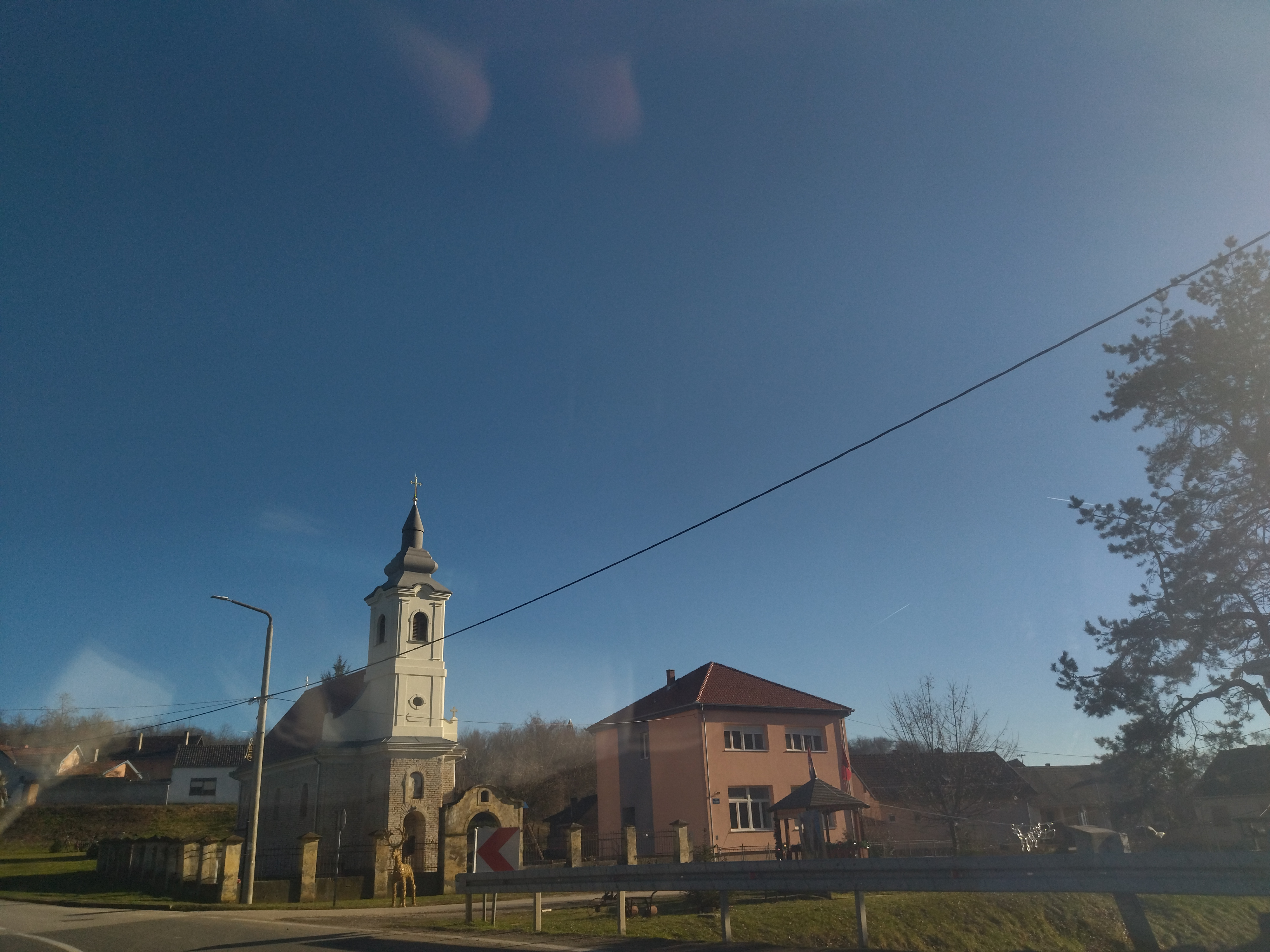
Szerb pravoszláv templom

- Krisztus mennybemenetele tiszteletére szentelt pravoszláv temploma 1836 és 1839 között épült a barokk-klasszicista stílusban a település központjában, a főút mentén. Építője Anton Semper vukovári kőművesmester volt. Egyszerű, egyhajós épület félköríves apszissal, a főhomlokzatból kiemelkedő harangtoronnyal. A harangtorony falfelületeit lizénák és pilaszterek díszítik, barokk toronysisakban végződik. A félkör alakú kapuzat a nyugati homlokzaton található, míg a déli oldalon található egy oldalsó bejárat is. Az oldalsó homlokzatokon sekély pillérek osztják a homlokzatokat egyenlő mezőkre, amelyek között félköríves ablakok helyezkednek el. A templom belsejében egy csehsüveg boltozat van három részre osztva. A falakat és a boltozatot a 19. század végi dekoratív festmények díszítik, az értékes berendezés a 19. század első feléből származik. Az ikonosztázis faszerkezete Georgij Dević alkotása. Az ikonosztázon 29 ikon található. Négy csúcsán olyan medaljonok vannak, amelyek angyalokat ábrázolnak. A papi trón Szent Vaszilij ikonjával, a két kórus és a padok minőségi asztalosmunkák. A cédrusfából faragott, ezüstbe foglalt kicsi rituális kereszt a keresztre feszítés és a Krisztus szenvedésének miniatűr jeleneteivel, valamint az evangélisták ábrázolásával a 18. századból származik, barokk munka.
- Tavelić Szent Miklós tiszteletére szentelt római katolikus temploma.
- 2012-ben a falu melletti üledékes talajban egy gyapjas mamutból és egy orrszarvú középső ujjából származók több töredékes csontot találtak. Az említett fosszilis maradványokat körülbelül 130–150 cm mélységben találták. Az üledékből a feltárás során a gyapjasmamut vázának még részét emelték ki, többek között az elülső állkapocs egyik darabját fogak nélkül, a bal alsó mandibula egy darabját egy foggal, valamint a jobb sípcsont sérült kisebb részét és még nyolc, nagyon kicsi töredéket.

## Oktatás
A településen az atyai Franjo Tuđman általános iskola területi iskolája működik.

## Sport
Az NK Mohovo labdarúgóklubot 1930-ban alapították. A csapat a megyei 3. ligában szerepel.